# منو بکش، خلاصم کن
منو بکش، خلاصم کن (کره‌ای: 킬미, 힐미; لاتین‌نویسی اصلاح‌شده: Kilmi, Hilmi) یک مجموعه تلویزیونی محصول سال ۲۰۱۵ کره جنوبی است که جی سونگ، هوانگ جونگ اوم، پارک سو جون، اوه مین سوک و کیم یو ری در آن ایفای نقش کرده‌اند. این مجموعه از ۷ ژانویه تا ۱۲ مارس ۲۰۱۵ چهارشنبه‌ها و پنجشنبه‌ها ساعت ۲۱:۵۵ (کی‌اس‌تی) در ۲۰ قسمت از ام‌بی‌سی پخش شد. داستان این مجموعه شامل اختلال شخصیتی و عناصر کودک آزاری به عنوان موضوعات محوری است. جی سونگ و هوانگ جونگ اوم قبلاً در سریال عشق پنهانی (۲۰۱۳) نقش‌آفرینی کرده بودند، دوباره در این مجموعه با یکدیگر همبازی شدند.

## خلاصه داستان
چا دو هیون (جی سونگ) یک وارث نسل سوم کسب و کار است که پس از چندین رویداد آسیب زا تهدید کننده زندگی، به اختلال چند شخصیتی مبتلا شد. او سعی می‌کند با کمک اوه ری جین (هوانگ جونگ اوم)، یک رزیدنت زیبای سال اول روانپزشکی که مخفیانه به او کمک می‌کند، کنترل زندگی خود را به دست آورد. اما برادر دوقلوی ری جین، اوه ری اون (پارک سو جون) نویسنده‌ای است که مصمم به کشف زندگی بی‌پروا ثروتمندان است و شروع به دنبال کردن دو هیون می‌کند. آیا دو هیون می‌تواند قبل از اینکه یکی از هفت هویتش کنترل او را در دست بگیرد، وضعیت خود را کنترل کند و سلامتی خود را باز یابد؟